# Éric Graham

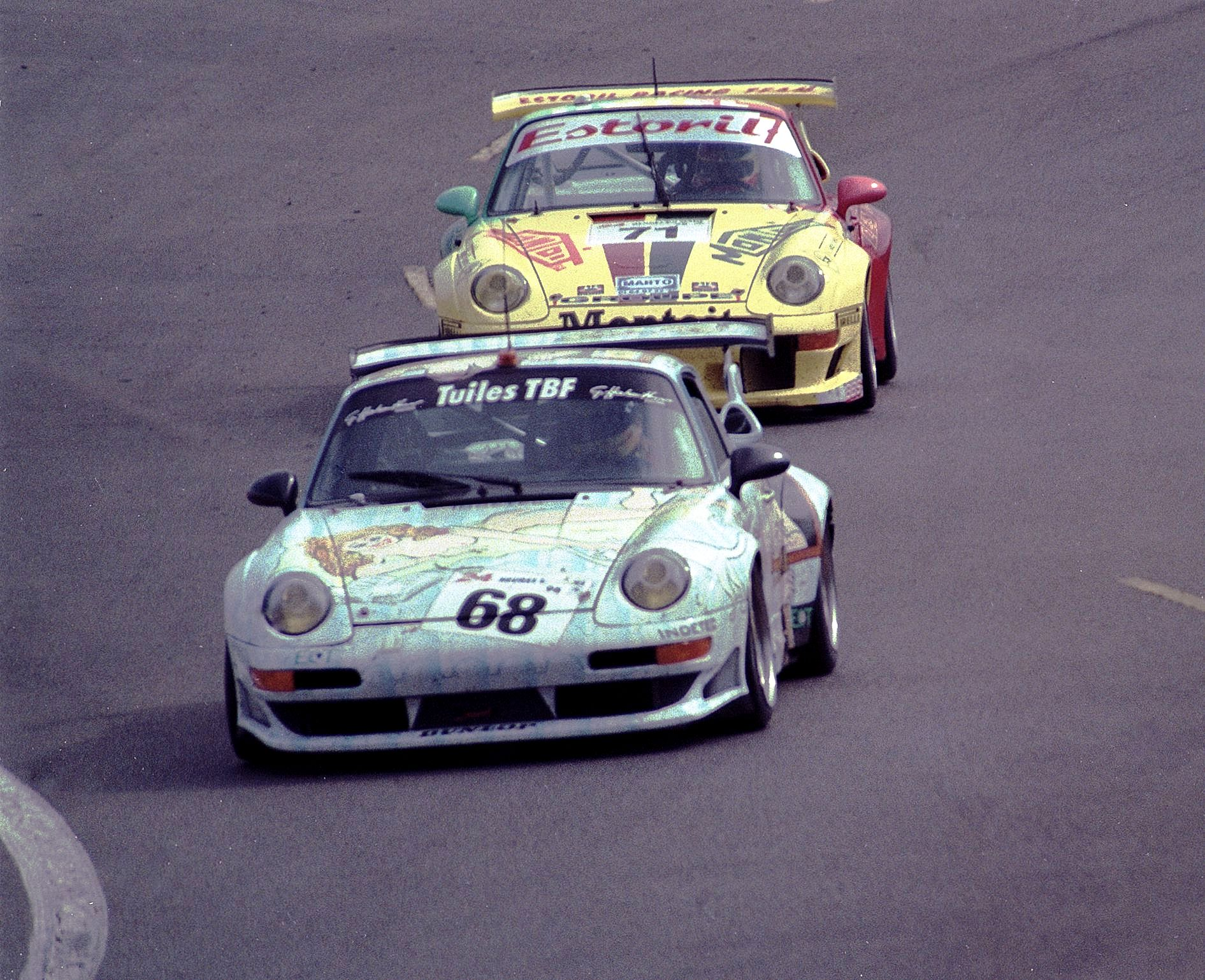
Der von Éric Graham gefahrene Porsche 911 GT2 (vorne) beim 24-Stunden-Rennen von Le Mans 1998

Éric Graham (* 7. August 1950 in San Diego) ist ein ehemaliger französischer Autorennfahrer.

## Karriere als Rennfahrer
Éric Graham war in den 1990er-Jahren als Tourenwagen- und Sportwagenfahrer aktiv. Ab 1994 startete er regelmäßig bei der BPR Global GT Series. Seine beste Platzierung in dieser Rennserie war der vierte Gesamtrang beim 1000-km-Rennen von Paris 1995. Auch in der ab 1997 ausgefahrenen FIA-GT-Meisterschaft war Graham engagiert.
Dreimal bestritt er das 24-Stunden-Rennen von Le Mans. Bestes Ergebnis war der 20. Rang im Gesamtklassement 1998. 1995 streikte die Elektronik im Venturi 600LM und 1997 musste der Callaway Corvette LM-GT mit einem Zündungsschaden abgestellt werden.

## Statistik

### Le-Mans-Ergebnisse
| Jahr | Team                    | Fahrzeug                | Teamkollege              | Teamkollege          | Platzierung | Ausfallgrund    |
| ---- | ----------------------- | ----------------------- | ------------------------ | -------------------- | ----------- | --------------- |
| 1995 | Éric Graham             | Venturi 600LM           | François Birbeau         | Ferdinand de Lesseps | Ausfall     | Elektronik      |
| 1997 | Agusta Racing Team Ltd. | Callaway Corvette LM-GT | Riccardo Agusta          | Almo Coppelli        | Ausfall     | Zündungsschaden |
| 1998 | Elf Haberthur Racing    | Porsche 911 GT2         | Jean-Luc Maury-Laribière | Hervé Poulain        | Rang 20     |                 |